# Cestonia lupicolor
Cestonia lupicolor là một loài ruồi trong họ Tachinidae.